# モハンマド・モフベル
モハンマド・モフベル（ペルシア語: محمد مخبر, ラテン文字転写: Mohammad Mokhber、1955年6月26日 - ）は、イランの政治家。エブラーヒーム・ライースィー政権下で第一副大統領を務めてきた。ライースィー大統領が2024年5月19日に事故死したため、大統領代行へ就任した。モフベルは歴代第一副大統領の中で唯一、大統領代行に就任した人物となる。
第一副大統領に就任する前はイマームの命令実行本部（EIKO）最高責任者、フーゼスターン州副知事を歴任していた。

## 経歴
デズフールで生まれ育つ。モフベルは経営学の博士と修士を取得している。イラン・イラク戦争中はイラン革命防衛隊医療部門の将校として従事していた経験を持つ。1990年代にはフーゼスターン州副知事に就任していた他、2000年代にはシーナ銀行CEOも務めた。2007年にはイマームの命令実行本部責任者に就任。
2021年8月にはライースィー大統領から第一副大統領に任命された。2022年10月に勃発したロシアのウクライナ侵攻で、モフベルは他のイラン高官と共にロシア支援の立場を表明し、シャヘド136と地対空ミサイルをロシアに供与することを確定させた。
2024年5月19日、ライースィー大統領が公務移動中のヘリコプター墜落事故で死亡した事に伴い、最高指導者：アリー・ハーメネイーの任命により大統領代行へ就任した。その後、後任の大統領を選出する選挙を同年6月28日に執行することを発表した。イランでは前大統領が辞任するか若しくは死去した場合にはその日より50日以内に新大統領を選出しなければならないと憲法に規定されている。

### 制裁
2010年7月、欧州連合は当時EIKO責任者であったモフベルを、核によるテロ活動の問題に関与した疑いで制裁リストに入れた。2021年には米国から土地や財産を没収することによって、反体制派の権利侵害を行った」と非難され、人権侵害の疑いで米国から制裁を受けた。